# Bonaparte alla Malmaison
Napoleone alla Malmaison è un disegno a carboncino su carta eseguito da Jean-Baptiste Isabey, che rappresenta Napoleone Bonaparte, allora ancora primo console, nei giardini del castello della Malmaison. Questa è la prima rappresentazione a noi conosciuta di Napoleone con la caratteristica uniforme delle guardie consolari (futuri Chasseurs à cheval de la Garde impériale) dove si ritrova la sua caratteristica mano nel gilet, gesto che verrà poi ripreso in quasi tutti i ritratti di Ingres, David, Robert Lefèvre, ed altri. Il disegno venne esposto al Salon nel 1802 ed è conservato nel Castello della Malmaison (n. inventario RF1870 ; RF1065).

## Realizzazione
Il disegno venne realizzato dal vivo da Isabey che approfittò di una passeggiata del primo console nei giardini del castello: 